# Hemligheten (2005)
Hemligheten är en svensk skräckfilm från 2005 inspelad på Gotland. Filmen gjordes med ett team som bestod av tre personer och en budget på totalt 110 000 svenska kronor. Filmen producerades av Paolo Entertainment och distribueras i Skandinavien av Scanbox. Hemligheten har sålts till ett flertal länder, däribland Brasilien, Thailand och Tyskland.

## Handling
Fyra engelska studenter gör det udda valet att semestra på Gotland i september. De upptäcker dock ganska så snart att högsäsongen sedan länge är förbi och de får göra sitt bästa för att roa sig, detta till trots. 
Under en utflykt hittar de en konstig amulett vilken visar sig besitta fasansfulla krafter och Michelle som blir bärare av amuletten blir besatt av en ondskefull kraft. När de tre andra ungdomarna försöker undkomma finner de sig fast på ön med den besatta smyckesbäraren hack i häl. En mystisk hotellföreståndare, en hemlighetsfull präst och en konstig polisstyrka gör situationen både lustig och obehaglig i deras försök att komma till undsättning.
Det som skulle bli en fridsam semester utvecklar sig till ett skräckinferno av blod, död och hetsjakter. Amulettens krafter visar sig dessutom ha förgreningar med Vatikanen, som bestämmer sig för att skicka förstärkning.

## Om filmen
Filmen är inte biovisad utan släpptes direkt på DVD.
Filmen är inspelad på Gotland och i Rom.

## Rollista
- Thomas Jankert – Hotellägare
- Janne Ström – Präst / Wedenståhl
- Ulf Nyberg – Roland / ung präst
- Charly Wassberg Borbos – Michelle
- Rickard Castefjord – Karl
- Christian Sandström – Oliver
- Nicklas Nordborg – Gardelin
- Pierre Wilén – Jansson
- Cecilia Olsson – Polischef
- Paolo Vacirca – Polis
- Anders Nilsson – Fadern
- Jan-Eric Granwalld – Obducent Gunnar
- Kave Raufi – Jamshed Xerxes
- Lars-Åke Stoor – Kung Valdemar
- Kent Klintberg – Förrädaren / Munk #3
- Regina Hallberg – Ängel #1
- Anna Serpe – Ängel #2
- Lina Mårtensson – Ängel #3
- Diego Rossi – Italiensk präst #1
- Victor Olsson – Litterer (ung)
- Björn Eriksson – Litterer (gammal)

## Musik i filmen
Musiken är skriven av Kenneth Falk, en trance- och rapkompositör.